# Illusion (banda)
Illusion foi uma banda inglesa de rock progressivo, formada em 1977, na cidade de Londres, por Jane Relf (vocais), John Hawken (teclados), Louis Cennamo (baixo), Jim McCarty (vocais/guitarra acústica), John Knightsbridge (guitarra elétrica) e Eddie McNeil (percussão/bateria). Todos os integrantes advêm dos The Yardbirds e, sobretudo, do grupo Renaissance.

## Discografia
- Out of the Mist (1977)
- Illusion (1978)
- Enchanted Caress (1979 (somente lançado em 1996)

Em 1992, foi lançado pela TNT Studio (Luxemburg) um álbum inédito com faixas ao vivo desde a formação do Renaissance, incluindo o Illusion, titulado Off Shoots. 